# تاريخ الرقص

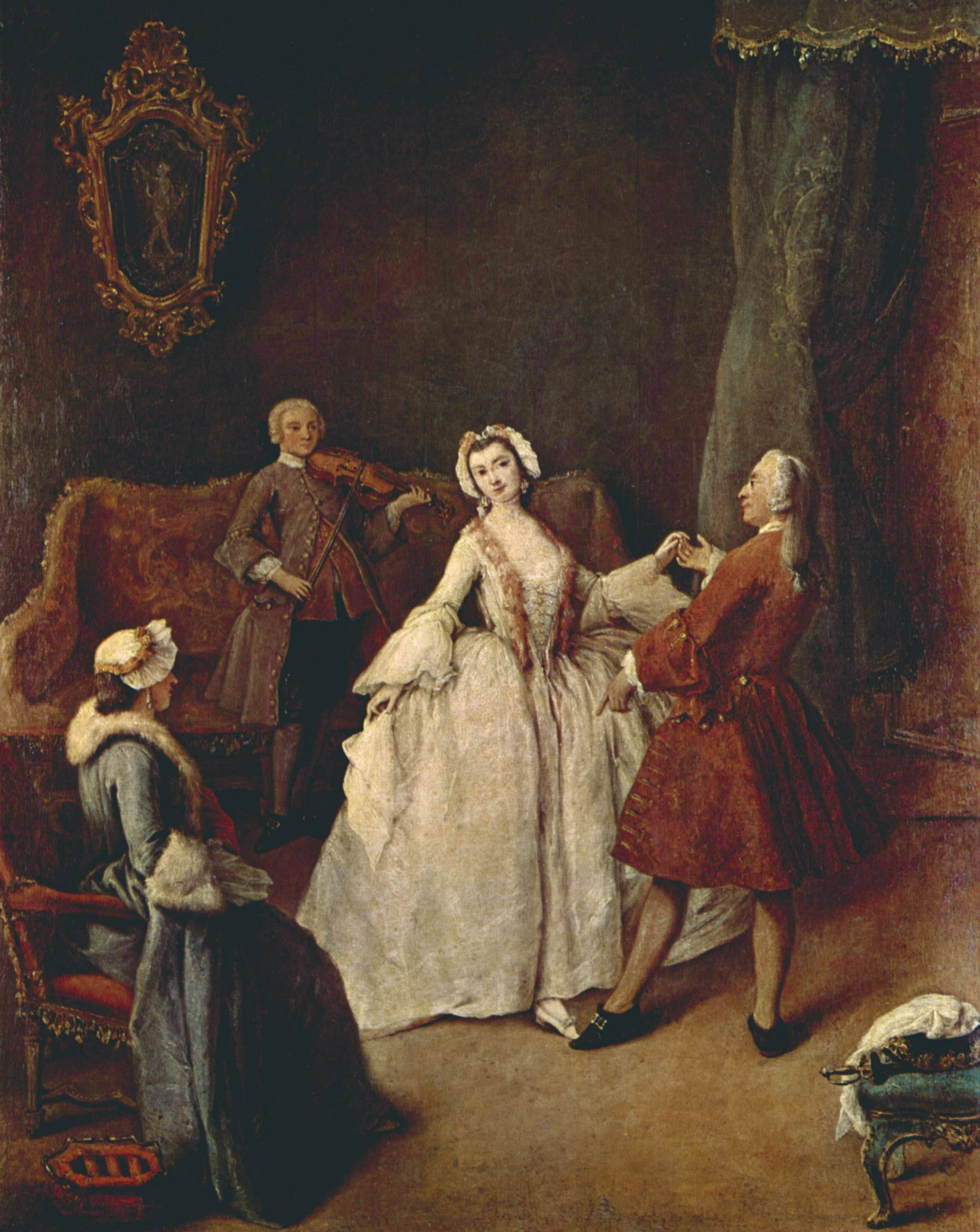
لوحة لراقصين من القرن الثامن عشر

من الصعب الوصول إلى تاريخ الرقص، لأن الرقص غالبًا لا يترك وراءه مصنوعات مادية يمكن التعرف عليها بوضوح، التي تستمر آلاف السنين، كالأدوات الحجرية، وأدوات الصيد، ورسوم الكهوف. ليس من الممكن تحديد بدقة متى أصبح الرقص جزءًا من الثقافة البشرية.

## بدايات الرقص
ربما كان الدافع الطبيعي للرقص موجودًا في الرئيسيات البدائية قبل أن تتطور إلى الإنسان. كان الرقص جزءًا مهمًا في الحفل، والطقوس، والاحتفالات، والترفيه منذ ما قبل ولادة الحضارات البشرية الأولى. يقدم علم الآثار آثارًا للرقص من عصور ما قبل التاريخ مثل لوحات ملاجئ بيمبتكا الصخرية التي يبلغ عمرها 10,000 عام في الهند، ولوحات القبور المصرية التي تصور شخصيات راقصة من 3300 ق.م. يمكن إرجاع العديد من أشكال الرقص الحديث إلى الرقصات التاريخية، والتقليدية، والاحتفالية، والعرقية في الفترة القديمة.

### وسائل للتواصل والترابط الاجتماعي
ربما استخدام الرقص أداةً للتفاعل الاجتماعي، التي عززت التعاون الضروري للبقاء بين البشر في أوقات مبكرة. وجدت الدراسات أن أفضل الراقصين اليوم يشتركون في اثنين من الجينات المعينة، التي ترتبط باستعدادهم ليكونوا متواصلين اجتماعيين جيدين.

### الاحتفالات الشعبية
أجريت العديد من الرقصات في الفترات المبكرة للاحتفال بالمهرجانات، والمناسبات المهمة أو الموسمية مثل حصاد المحاصيل، أو الولادات، وحفلات الزفاف. عثر على هذه الرقصات في جميع أنحاء العالم.

### الاحتفالات والطقوس
يمكن أداء الرقص في الطقوس الدينية أو الشامانية، مثلًا تُؤدى رقصة المطر في أوقات الجفاف. ذُكر رقص الشامان للمطر في النصوص الصينية القديمة. يُعد الرقص جانبًا مهمًا في بعض الطقوس الدينية في مصر القديمة، وبشكل مماثل يعد الرقص أيضًا جزءًا لايتجزأ في العديد من الاحتفالات والطقوس الدينية بين الشعوب الإفريقية. قد تؤدي رقصات الطقوس أيضًا في المعابد وخلال المهرجانات الدينية، مثلًا طقس رقصات راسا في الهند -ربما أصل الرقصات الهندية الكلاسيكية من رقصات الطقوس- ورقصات شام في منطقة التبت.

### طريقة للشفاء
ربما كان الاستخدام المبكر الآخر للرقص مقدمةً لحالات النشوة في طقوس الشفاء. استخدم الرقص لهذا الغرض عند العديد من الثقافات من الغابات الاستوائية البرازيلية إلى صحراء كالاهاري. كان هناك اعتقاد في العصور الأوروبية الوسطى بأن رقصة الموت تحمي المشاركين من المرض، مع ذلك فإن الهستيريا والمدة الزمنية لهذه الرقصات تؤدي أحيانًا إلى الموت نتيجة الإرهاق.
وفقًا لأسطورة سنهالية، نشأت رقصات كانديان منذ 2500 عام من طقوس رقص سحرية، التي كسرت تعويذة على ملك مسحور لشفاء الملك من مرض غامض.

### طريقة للتعبير
ربما كان أحد الاستخدامات المنظمة والأولية للرقص في العرض ورواية الأساطير. أحيانًا استخدم أيضًا للتعبير عن مشاعر الشخص للجنس الآخر. يرتبط أيضًا بأصل «الحب». قبل ظهور اللغات المكتوبة، كان الرقص أحد طرق نقل هذه القصص من جيل إلى آخر.
في الثقافة الأوروبية، أحد أقدم تسجيلات الرقص هو من هوميروس، إذ يصف الرقص في الإلياذة. جعل الإغريق الأوائل من فن الرقص نظامًا يعبر عن جميع المشاعر المختلفة. مثلًا، رقصه إيرينيس، التي مُثلت على هذا النحو، من شأنها أن تخلق الرعب التام بين من شاهدوها. صنف الفيلسوف اليوناني أرسطو، الرقص مع الشعر، وقال إن بعض الراقصين، مع إيقاع مطبق على الإيماءات، يمكنهم التعبير عن الأخلاق والعواطف والأفعال. درس أبرز النحاتين اليونانيين موقف الراقصين من فن تقليد الشغف.

## التقاليد الثقافية

### آسيا

#### الرقص الهندي  الكلاسيكي
تصف المخطوطة القديمة ناتيا شاسترا الرقص، التي يستند إليها التفسير الحديث للرقص الهندي الكلاسيكي، مثلًا بهاراتاناتيام.
في أواخر عهد المغول والنواب أودة تراجع الرقص لحاله «نوتش»، شيء حسي غير أخلاقي من المحظيات.
لاحقًا، ربط الحكم البريطاني الرقص بالاتجار غير الأخلاقي والدعارة، ومنع من أداء الرقص في الأماكن العامة، رفضه الكثيرون. سنة 1947، نالت الهند حريتها وخلقت للرقص أجواء قد تستعيد فيها مجدها الماضي. اكتشفت الأشكال الكلاسيكية والاختلافات الإقليمية، وكرمت التخصصات العرقية، وبتوليفها مع المواهب الفردية من الموهوبين في المجال والابتكارات الجديدة، ظهر الرقص بوجه جديد لكن مع كلاسيكيات من الماضي.